# Типографское братство преподобного Иова Почаевского
«Типографское братство преподобного Иова Почаевского» — православное русскоязычное издательство религиозной и художественной литературы, периодики и богослужебных книг для диаспоры. Действовало при Монастыре преподобного Иова Почаевского в селе Ладомирова на Пряшевской Руси в Чехословакии с 1923 по 1944 годы. С 1946 года действует при Свято-Троицкой духовной семинарии в Джорданвилле, штат Нью-Йорк.

## История

### В Почаеве
В 1903 году Архимандрит Виталий (Максименко) возглавил в Почаевской лавре издательство, оснастив типографию новым оборудованием и наладил выпуск не только богослужебной литературы, но и изданий просветительского характера. Архиепископ Никон (Рклицкий) в своих воспоминаниях 3 писал, что когда архимандрит Виталий прибыл в Почаев, то там была запущенная типография и ни одного рабочего. За короткое время был построен трехэтажный корпус, в нём помещалось восемь скоропечатных машин, а типографское братство составляло 120—150 человек.
С 1905 года особое внимание в типографии уделялось изданию полемической антикатолической литературы, так как после издания императором Николаем II манифеста «Об укреплении начал веротерпимости» в западных губерниях начался массовый возврат крестьян в Католическую Церковь. В результате активной издательской деятельности Почаевская Лавра превратилась в крупнейший в Российской империи центр духовного просвещения и русского национализма.
Митрополит Евлогий (Георгиевский) в своих мемуарах отмечает конфликт членов типографского братства с остальными почаевскими монахами и в целом даёт нелестный отзыв:

Главную роль в Лавре играла Почаевская типография и её возглавлявший архимандрит Виталий. Обслуживающие типографию монахи (их было человек тридцать-сорок) вместе со своим главою представляли нечто вроде «государства в государстве». У них была своя церковь, они имели своё общежитие — отдельный корпус. С остальными монахами «типографщики» не сливались, считали себя миссионерами, аристократами <…>. Монахи Лавры их тоже не любили и над ними подсмеивались. Между обоими лагерями были рознь и вражда.
Назначение типографии было не столько распространение религиозного просвещения в народе, сколько политическая борьба «типографщиков» в духе «Союза русского народа» со всеми инакомыслящими. <…> Конечно, нельзя отрицать и положительного значения Лаврской типографии: миссионеры укрепляли в народе церковно-национальное сознание и снабжали епархию церковно-богослужебными книгами.

После установления польской власти по результатам войны 1918—1919 годов и вынужденный покинуть свой пост, по ходатайству митрополита Антония (Храповицкого) получил приглашение от Патриарха Сербского Димитрия возглавить Синодальную типографию в Сремских Карловцах. 

### В Ладомировой

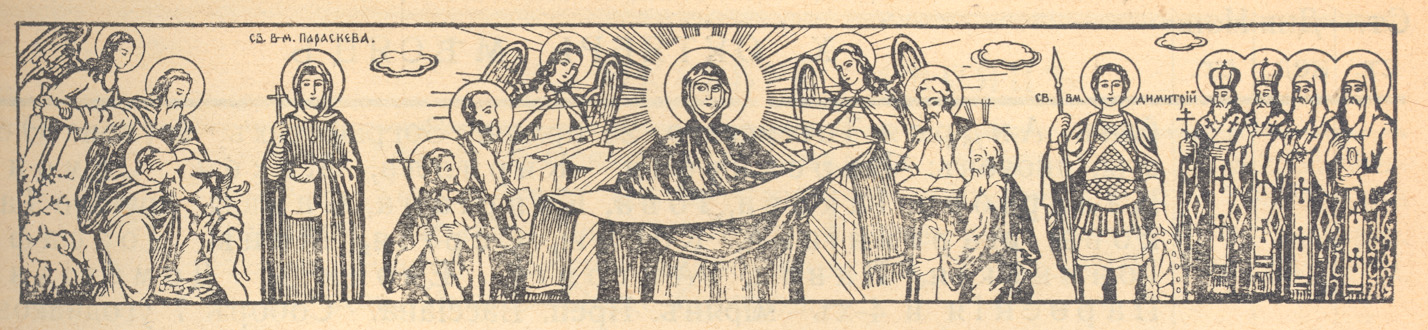
Образ Покрова и святые, работа Киприана Пыжова,
графическое оформление Календаря 1939 года

В 1921 году он переезжает в Чехословакию, где основывает монастырь Монастырь Преподобного Иова Почаевского в Ладомировой, при котором с 1923 года начинает действовать типография и издательство. Русские шрифты и типографское оборудование поступило из комитета «Червоно-Русская лига», это была походная типография чехословацкого корпуса, известного, как белочехи, доставленная через Владивосток.
По воспоминаниям архиепископа Виталия: «Типография состояла из печатного станка „американки“, около 200 кило русского шрифта, 400 кило плохой бумаги и до 30 кило краски. Сие оборудование, за отсутствием помещения во Владимировой, было мною поставлено в Вышнем Свиднику… и в апреле 1924 года начали мы работать в типографии.
Так были изданы русским шрифтом на американской бумаге Молитвенник, Литургии Иоанна Златоустого и Василия Великого и Бдение. С 1925 года начал издаваться Церковный Русский Календарь. Кое-что из оставшейся в Польше типографии Преподобного Иова было доставлено нам через Швейцарию в Югославию». В 1926 году архимандриту Виталию удалось перевести типографию во Ладомирову.
В 1934 году архимандрит Виталий (Максименко) был поставлен во епископа Детройского и направлен возглавить епархию в США с резиденцией в Свято-Троицком монастыре в Джорданвилле, где продолжил свои издательские инициативы и основал типографию. Занявший его место архимандрит Серафим (Иванов) также оставил заметный след в типографской, издательской, журналистской и духовно-просветительской работе Русского Зарубежья. С 1931 по 1950 годы он был главным редактором изданий братства. Оформителем и иллюстратором изданий был талантливый художник и иконописец Русского зарубежья Киприан (Пыжов).
В 1940 году ещё до начала войны между Германией и СССР Главное управление имперской безопасности отмечало, проводимую Братством потенциально опасную для Германии панславянскую деятельность. После 1941 г., когда Германия напала на Советский Союз и в Европе появились военнопленные и насильно угнанные на принудительные работы русские люди. С целью бесплатной раздачи среди этой читательской категории типография преподобного Иова Почаевского напечатала 40 000 экземпляров православных молитвословов и 150 000 Евангелия от Иоанна, специально для этих книг изданий использовался русский шрифт, в отличие от предыдущих изданий, набиравшихся обычно церковнославянскими буквами, включая ижицу. Помимо этого монахи расширили репертуар, включив в него большое количество брошюр религиозно-нравственного содержания, предназначенных для бесплатной раздачи. В 1942—1943 годы выпускалась миссионерская серия апологетических брошюр «За Веру!». Несмотря на запрет немецких властей книги и переодика Типографского братства попадала на оккупированные территории через переводчиков, завербованных в диаспоре и солдат-русинов и словаков. Архиепископ Серафим (Ляде) добился разрешения на два крупных заказа на 60 000 кратких молитвословов и 300 000 Евангелий от Иоанна, предназначенных для распространения среди восточных рабочих и военнопленных. Об объёмах типографской деятельности можно судить по тому, что в январе 1943 годы издательство ходатайствовало о получении очередного разрешения на вывоз из Словакии четырёх с половиной тонн литературы.
В 1944 году перед приходом Красной армии монахи покинули территорию Словакии, часть из них через Швейцарию и Германию переехала в США, дав основание типографии и издательству в Джорданвилле, другие остались в Мюнхене, где продолжили издательскую активность в монастыре преподобного Иова.

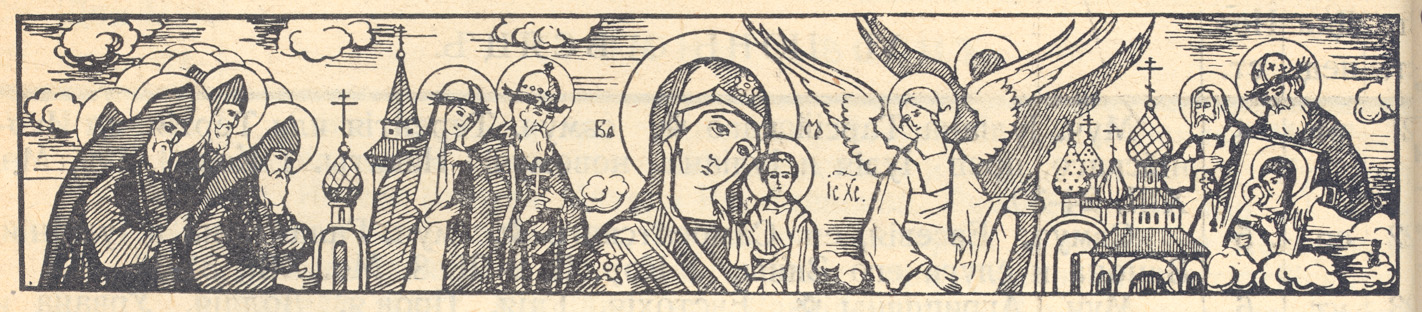
Образ Казанской иконы Богородицы и святые, работа Киприана Пыжова, графическое оформление Календаря 1939 года

### В Джорданвилле
В 1946 году остальная часть братии обосновалась в США, в Свято-Троицком монастыре в Джорданвилле, где с 1947 года деятельность типографии была возобновлена.
В Джорданвилле печаталась духовная литература для русской эмиграции и миссионерская литература на английском языке. Большое количество духовной литературы подпольно направлялось и в СССР. Среди наиболее значимых книг, выпущенных типографией, — «Новые мученики Российские» (1949, 1957) протопресвитера Михаила Польского, «Грамматика церковнославянского языка» (1955) иеромонаха Алипия (Гамановича), «Руководство к изучению Священного Писания Нового Завета» (1956. 2 ч.) архиепископа Аверкия (Таушева), «Православное догматическое богословие» (1963) протопресвитера Михаила Помазанского, учебник протоиерея Серафима Слободского «Закон Божий» (1967), «История христианской Церкви» Н. Д. Тальберга.
Типография издавала периодические издания — «Православная Русь», «Православная жизнь» (приложение к «Православной Руси»), «Orthodox Life» (с 1950), ежегодный сборник «Православный путь» и «Троицкий церковный календарь», а также официальный орган Архиерейского Синода РПЦЗ «Церковная жизнь».

## Продукция

### Книги

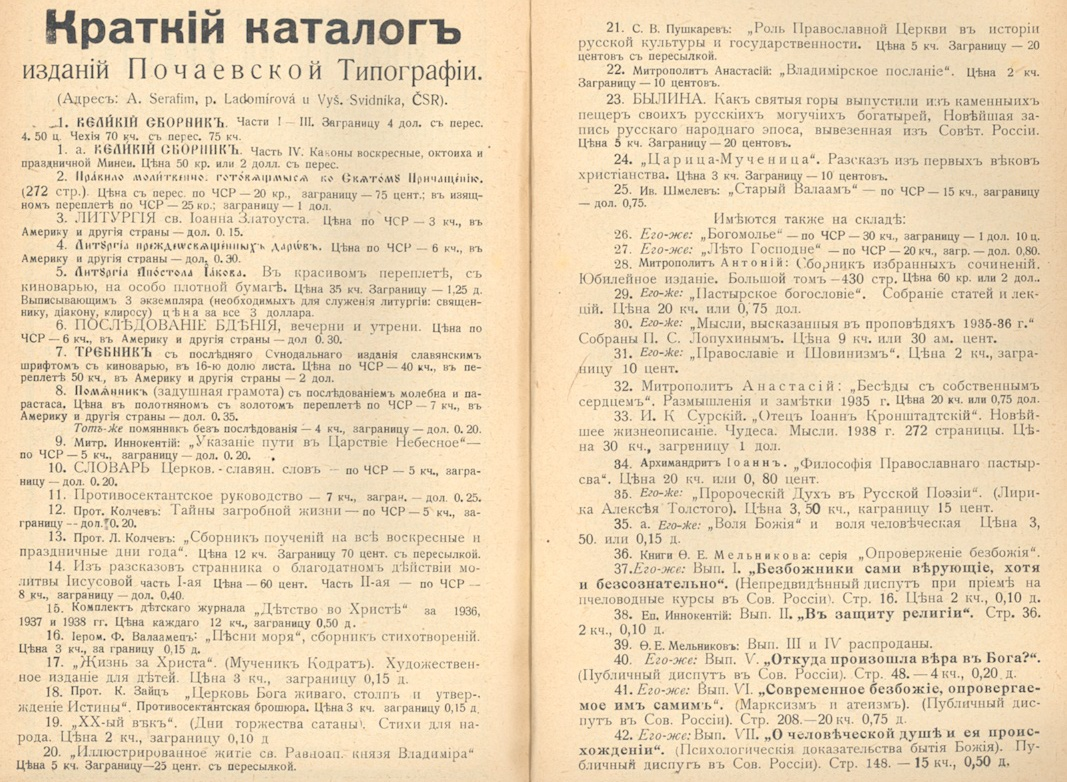
Рекламное объявление о печатной продукции Типографского братства в Календаре 1939 г.

- 1928 — Дамиан (Говоров). Руководство по предмету пастырского богословия. 129 с.
- 1934 — Жития святых.
- 1935 — Серафим (Иванов). Отрок Прохор: Повесть о детстве и юности преп. Серафима.
- 1935 — Анастасий (Грибановский). Беседы с собственным сердцем: Размышления и заметки.
- 1937 — Серафим (Иванов). Пионер-сталинец: Апологетическая повесть
- 1937 — Сазиков Н. Тьма жизни и Свет Христов: сборник рассказов и примеров христианской жизни. 63 с.
- 1937 — Попов А. Гонение на Православие и русских в Польше
- 1937 — Иннокентий (Попов-Вениаминов). Указание пути в Царствие Небесное: Беседа высокопреосвященного Иннокентия, бывшего [архиепископа] Северо-Американского и Алеутского, потом митрополита Московского и Коломенского. 59 с., 1 л. ил.
- 1938 — Царица-мученица: светлой памяти умученной Русской Царицы Е. И. В. Государыни Императрицы Александры Феодоровны. 32 с.
- 1938 — Иллюстрированное житие св. равноапостольного князя Владимира
- 1938 — Сурский И. К. Отец Иоанн Кронштадтский: Новейшее жизнеописание. Чудеса. Мысли. 272 с.
- 1938 — Анастасий (Грибановский). Владимирское послание к 950-летию Крещения Руси.
- 1938 — Пушкарев С. Г. Роль Православной Церкви в истории русской культуры и государственности. 125 с.
- 1938 — Мельников Ф. Е. Откуда произошла вера в Бога: Публичный диспут в Советской России. 48 с.
- 1939 — Серафим (Иванов). Вечные загробные тайны: Книга о пакибытии. 220 с.
- 1939 — Антоний (Храповицкий). Сборник избранных сочинений: Юбилейное издание. 430 с.
- 1939 — Зайцев К. И. Святой Серафим Саровский
- 1939 — Лопухин П. С. Преподобный Серафим и пути России.
- 1940 — Верин С. Православное русское типографское монашеское Братство преп. Иова Почаевского во Владимировой на Карпатах: Краткий обзор его истории и деятельности.
- 1940 — Зайцев К. И. Материалы к изучению Святой Руси.
- Лопухинъ П. С., Матеріалы къ ученію о св. Руси. По поводу книги о. прот. Г. Флоровского «Пути русскаго богословія». Владимірова 1941. 150 стр.
- Нафанаил (Львов В.), архимандрит, Краткая священная история. Руководство для учащихся. Владимірова: [Типографское Братство преп. Iова Почаевскаго], 1941.
- А. Н., Есть ли Бог? [Типографское Братство преп. Iова Почаевскаго, 1941?] (Серия: «За веру!», вып. 1.).
- 1942 — Серафим (Иванов). Практическое руководство для священнослужителей при совершении треб. 140 с.
- Мережковский Д. М. [Должно быть: Д. С.], Был ли Христос? Владимирова/Словакия 1942. 31 с. (Серия: «За веру!», вып. 2).
- А. Б., Почему коммунисты гонят Христа? Владимирова: Типографское Братство преп. Iова Почаевскаго, 1942. 16 с. (Серия: «За веру!», вып. 3.).
- Церковь как жизнь Божественная (По митрополиту Антонию, епископу Гавриилу, А. С. Хомякову и проч.). Ладомирова/Словакия: Типографское Братство преп. Iова Почаевскаго, 1942. 31 с. (Серия: «За веру!», вып. 4)
- Словарь наиболѣе употребительныхъ церковно-славянскихъ словъ. Владимирова/Словакія: Типографское Братство преп. Iова Почаевскаго, 1942. 60 с.
- Православие и инославие. Владимирова/Словакия: Типографское Братство преп. Iова Почаевскаго, 1942. 32 с. (Серия: «За веру!», вып. 5.).
- [Вера в Бога (По Ф. Е. Мельникову)]. [Ладомирова?]: Типографское Братство преп. Iова Почаевскаго, 1942. (Серия: «За веру!», вып. 6).
- Погорелов Валерий Александрович, Кто крестил Русь? Ладомирова 1943. 7 с.
- [Нафанаил (Львов), архимандрит, Беседы о Боге и духовном мире. Владимирова: Типографское Братство преп. Iова Почаевскаго. 194-].
- Нельской А. [Нафанаил (Львов В.), архимандрит], Семь святых таинств. (Апологетическая повесть). Ладомирова/Словакия: Типографское Братство преп. Iова Почаевскаго, 1944. 62 с. (2). (Серия: «За веру!», вып. 7)

Не датированные:
- Зайцев Кирилл. Церковь Бога живаго, столп и утверждение истины.
- Антоний (Храповицкий). Пастырское богословие: Собрание статей и лекций.
- Антоний (Храповицкий). Православие и шовинизм.
- Иннокентий (Фигуровский). Опровержение безбожия. 32 с.
- Иоанн (Шаховской). Философия православного пастырства
- Иоанн (Шаховской). Пророческий дух в Русской Церкви: О лирике Алексея Толстого
- Иоанн (Шаховской). Воля Божия и воля человеческая
- Колчев Л. Поучения на воскресные и праздничные дни годового церковного круга
- Коновалов В. А. Противосектантское руководство
- Коновалов В. А. Из рассказов странника о благодатном действии молитвы Иисусовой. В 2 частях
- Коновалов В. А. XX век: Дни торжества сатаны
- Коновалов В. А. Отношение христианина к Советской власти

### Литургические издания кириллической и гражданской печати
- 1924 — «Молитвенник» и Служебник с текстами Литургия Иоанна Златоустого, Василия Великого и Всенощное Бдение
- 1928 — Требник

С 1932 по август 1944 года были изданы, церковно-славянским шрифтом, книги: «Великий Сборник» в 4-х частях, «Службы всего годичного круга», «Евангелие» напрестольное большого формата, «Правило ко святому Причащению», «Псалтирь», «Требник», «Служебник: Божественная литургия святого Иоанна Златоустого», «Служебник: Божественная литургия святого Василия Великого», «Малый сборник», «Помянник» и нескольких тиражей Молитвослова.
- 1935 — Православный молитвослов для русских детей
- 1938 — Божественная литургия святого апостола Иакова брата Божия и первого иерарха Иерусалимского[6].
- Великій сборникъ. В трех частях. Тисненie второе. Владимирова: Типографское Братство преп. Iова Почаевскаго, 1941-194-. Т. 1. 2 500 экз
- Священное Евангеліе. Владимірова: Типографія преп. Iова Почаевскаго, 1942. 245 стр.
- Краткій православный молитвословъ. Владимірова: Изд-во восстановленной Почаевской типографіи преп. Иова, 1942. 32 стр.
- [Напрестольное Евангелie. Владимірова: Типографское Братство преп. Iова Почаевскаго, 1942].
- Божественная литургія иже во святыхъ оца нашего Василія Великaго. Тисненіе второе. Ладимірова въ Словакіи: Типографское Братство преп. Iова Почаевскаго, 1943. 89 стр. — (Печатано съ сvнодальнаго изданія).
- Божественная литургія иже во святыхъ отца нашего Iоанна Златоустаго. Тисненіе второе. Ладимірова въ Словакіи: Типографское Братство преп. Iова Почаевскаго, 1943. 98 стр. — (Печатано съ сvнодальнаго изданія по благословенію заграничнаго архіерейскаго сvнода. Великодушною помощію болгарскія православныя церкви напечатася книга сія, послѣдавоніе Божественныя літургіи, иже во святыхъ отца нашего Iоанна Златоустаго, свобождшейся от гоненія многострадальнѣй русстѣй церкви)
- Требникъ. Часть вторая. Послѣдованіе погребеній и пaнихіды. Владимірова в Словенстѣй республицѣ: Книгопечатня преп. Iова Почаевскаго, 1943. [98] стр.
- Требникъ. Чинопослѣдованія изъ Великаго требника, изъ книги молебныхъ пѣній и иныя. Владимірова в Словенстѣй республицѣ: Книгопечатня преп. Iова Почаевскаго, 1944. [422] стр.

### Акафисты
- В 1930-х годах издан Акафист в честь иконы Божией Матери «Светлой обители странников бездомных», сочинённый в изгнании, в Бизерте, Тинис протоиереем Георгием Спасским.
- 1938 — «Акафист святому равноапостольному князю Владимиру»; издание, приуроченное к юбилею 950-летия Крещения Руси.

### Церковный русский календарь

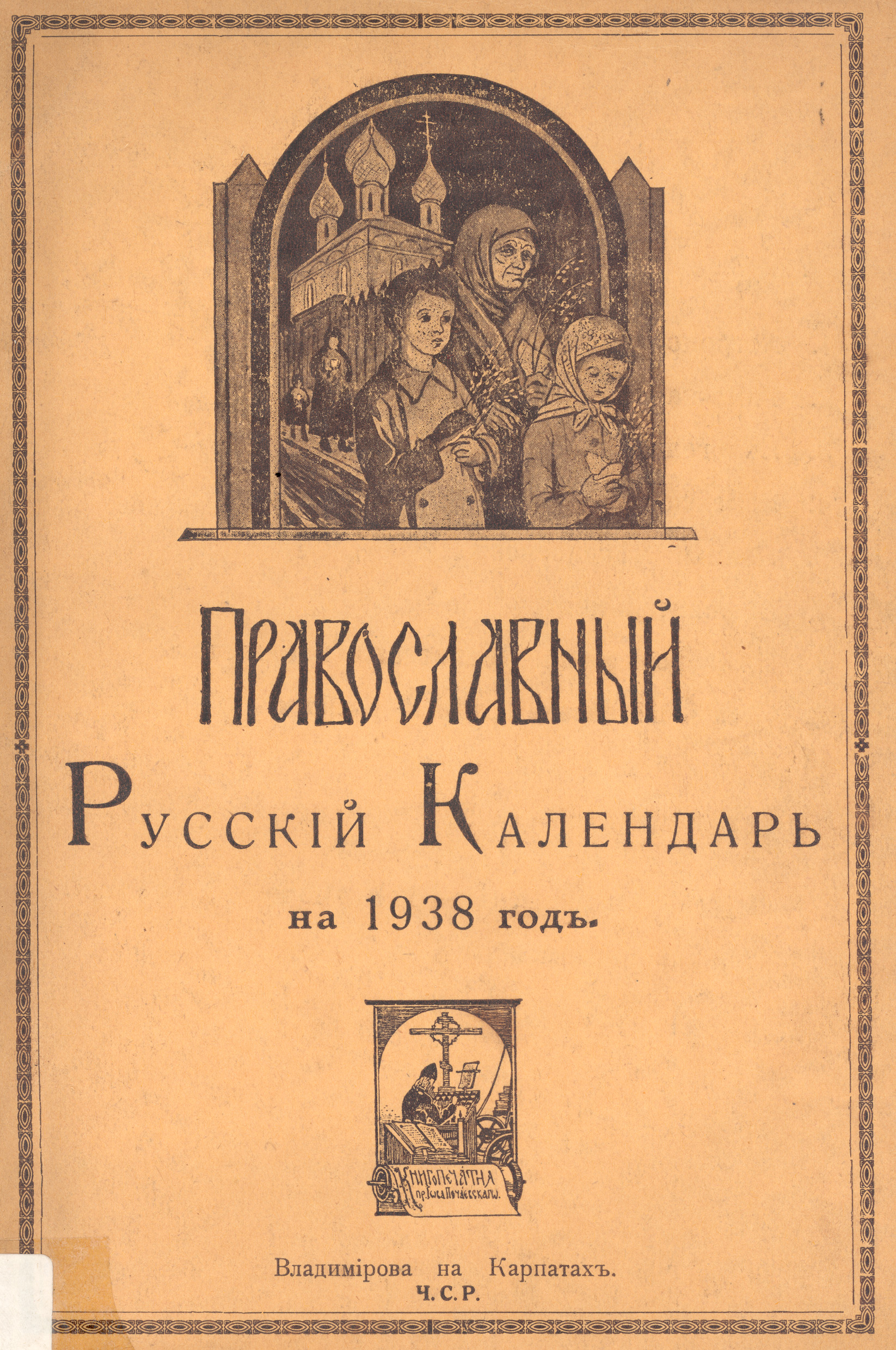
Православный календарь, продукция Типографского братства

Начал издаваться с 1925 года, удобное для приходов издание, состоявшее собственно из месяцеслова — особым образом составленных календарных записей, с указанием праздников, дней памяти святых и другими памятными датами для отсчёта богослужебных циклов, связанных с подвижными и неподвижными периодами церковного года по традиции юлианского летоисчисления. К этому добавлены сведения из типикона, где содержатся уставные замечания, комментарии и рекомендации для совершения православного богослужения, такими календарями, издаваемыми по традиционному типу, пользовалось до 75 процентов приходов в диаспоре.
- [Православный церковный календарь на 1942 год. Во Владиміровой на Карпатахъ: Типографское Братство преп. Iова Почаевскаго, 1941].
- [Православный народный <русский?> календарь на 1942 год. Ладомирова?]
- Православный церковный календарь на 1943-й год. Во Владиміровой на Карпатахъ: Типографское Братство преп. Iова Почаевскаго, 165 с.
- [Православный русский календарь на 1943 год. Ладомирова: Типографское Братство преп. Iова Почаевскаго, 1943] (?)
- [Православный церковный календарь на 1944-й год. Во Владиміровой на Карпатахъ: Типографское Братство преп. Iова Почаевскаго, 1943]
- [Православный русский календарь на 1944 год. Ладомірова: Типографское Братство преп. Iова Почаевскаго, 1943].
- [Православный церковный календарь на 1945 год. Прессбург [Братислава]: Типографское Братство преп. Iова Почаевскаго, 1944 (?). 1000 экз.].

### Периодика

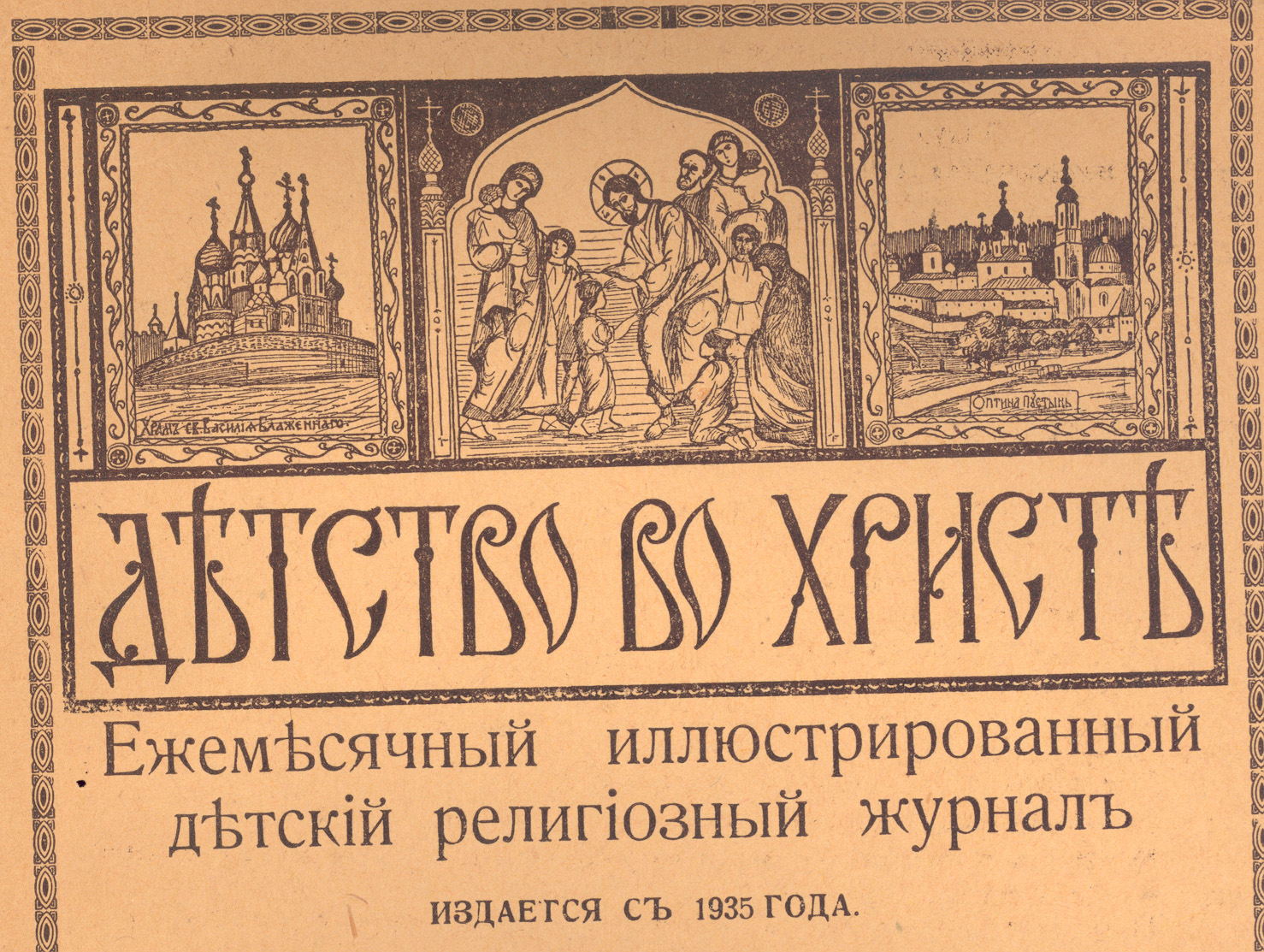
«Детство во Христе», журнал, продукция Типографского братства

- «Православная Русь» — еженедельная церковно-общественная газета. Выходила с 1934 года[8]. Распространялась в 48 государствах. Издание прекратилось в 1944 году, с 1947 году печатание журнала возобновляется уже в Джоржанвилле.
- В 1934 годы в качестве приложения к «Православной Руси» появилось сопутствующее издание «Детство во Христе», ежемесячный иллюстрированный религиозный журнал для детей и подростков, предназначенный для возраста от 7 до 17 лет. Периодичность — 12 выпусков в год, при объёме от 16 до 24 страниц книжного формата[9].
- «Православный путь» — периодический богословский журнал, выходил с 1939 года.
- «Почаевские листки»
- «Русский Пастырь»
- «Православная Лемковщина» — сборник материалов о православном движении на Лемковщине. Выходило с 1928 года[10].
- «Православная Карпатская Русь» — газета выходила с периодичностью два раза в месяц с 1 апреля 1928 года, печатались распоряжения Епархиального управления Мукачевско-Пряшевской епархии. Ответственный редактор — Всеволод Владимирович Коломацкий[8]. C 07 января 1935 года переименована в «Церковно-общественный вестник».

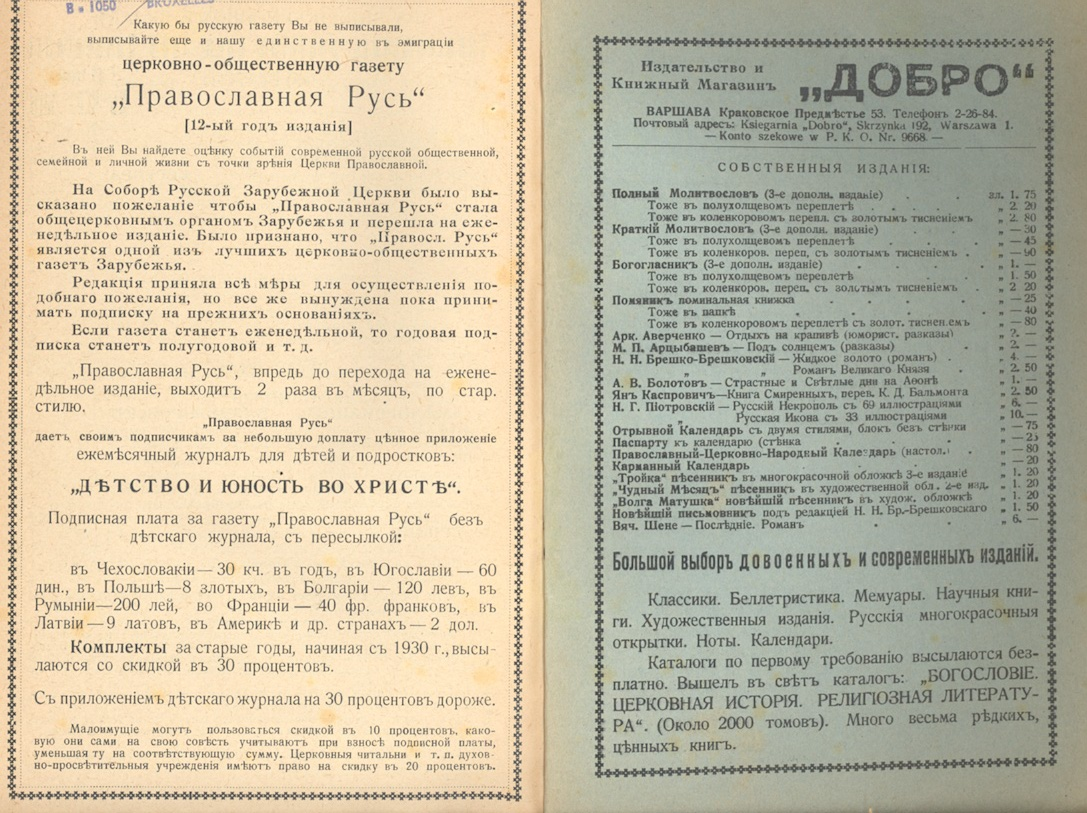
Реклама периодики Типографского братства в Календаре 1939 г.